# Mario Bedera
Mario Bedera Bravo (Valladolid, 4 de abril de 1957) es un político español, exsenador por Valladolid. Fue Diputado durante la legislatura 2004. En noviembre de 2010 fue designado secretario de Estado de Educación y Formación Profesional del Ministerio de Educación de España, en sustitución de Eva Almunia.
Mario Bedera es Doctor en Derecho. Profesor Universitario en la Facultad de Derecho de la Universidad de Valladolid. Vicerrector de la Universidad de Valladolid (1998-2004). Consultor Internacional.

## Datos biográficos
Mario Bedera Bravo nació en Valladolid, donde ha desarrollado su vida personal y profesional.
Casado y padre de una niña, es Doctor en Derecho y profesor titular de Historia del Derecho en la Universidad de Valladolid. 
Actualmente es Senador por Valladolid, siendo miembro de varias comisiones así como ponente de la Ley Orgánica que modificará la Ley Orgánica del Poder Judicial para la ejecución en la Unión Europea de resoluciones que impongan sanciones pecuniarias.
La pasada legislatura fue Diputado Nacional por Valladolid, ocupando diferentes cargos de responsabilidad en materia de Cultura, Educación y Ciencia en el Congreso de los Diputados. En este ámbito ha participado como ponente en la redacción de varias leyes, destacando la Ley del Cine, la Ley de la lectura, del libro y de las Bibliotecas o la Ley de Universidades.
En el ámbito provincial, ha sido Secretario Provincial de Educación del PSOE de Valladolid desde 2004.
Investigador de reconocido prestigio, ha sido profesor invitado y visitante en diferentes Universidades europeas y latinoamericanas, en las que ha impartido también cursos de doctorado.
Es miembro colaborador de diferentes revistas relacionadas con el mundo jurídico, habiendo publicado numerosos artículos y trabajos de investigación, lo que le ha llevado a impartir numerosas conferencias y ser ponente en diferentes congresos y simposios.
Como miembro de la UVa, ha ocupado diferentes puestos en la gestión de la misma. Así, fue Vicedecano de la Facultad de Derecho de Valladolid entre 1990 y 1995 y Vicerrector de Extensión Universitaria de la UVa entre 1998 y 2004. Muestra también de esta participación y de su interés por los asuntos culturales y educativos es su labor como Fundador del Centro Buendía de la UVa, dedicado a la difusión cultural y la formación del profesorado en la UVa, la creación del Festival Internacional de Jazz de la UVa - Universijazz - o el impulso al MUVa (Museo de la Universidad de Valladolid).
Fue Secretario General Provincial del PSOE Valladolid desde octubre de 2008 hasta junio de 2012.

## Actividad Parlamentaria
- Adscrito de la Comisión de Justicia
- Vicepresidente Primero de la Comisión de Educación y Ciencia
- Vocal de la Comisión de Administraciones Públicas
- Vocal de la Comisión de Cultura
- Vocal de la Comisión de Cooperación Internacional para el Desarrollo
- Vocal de la Delegación española en el Grupo de Amistad con la Asamblea de la República Portuguesa